# آرثر ريد (لاعب كرة قدم)
آرثر ريد (بالإنجليزية: Arthur Read)‏ هو لاعب كرة قدم بريطاني في مركز الوسط، ولد في 3 نوفمبر 1999 في حي كامدين في لندن في المملكة المتحدة. لعب مع نادي لوتون تاون.

## وصلات خارجية
- آرثر ريد (لاعب كرة قدم) على موقع قاعدة بيانات كرة القدم.إي يو (الإنجليزية)
- آرثر ريد (لاعب كرة قدم) على موقع Soccerbase.com (لاعب) (الإنجليزية)
- آرثر ريد (لاعب كرة قدم) على موقع Soccerway.com (الإنجليزية)